# Bisdom Kisantu

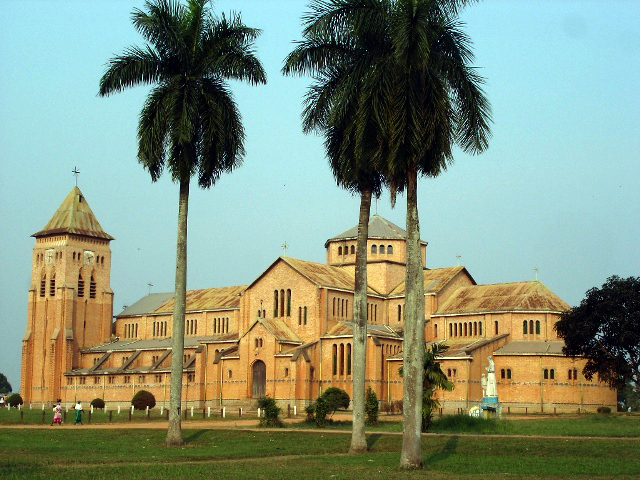
De kathedraal Onze-Lieve-Vrouw der Zeven Weeën (1926-1935)

Het bisdom Kisantu (Latijn: Dioecesis Kisantuensis) is een rooms-katholiek bisdom in Congo-Kinshasa met als zetel Kisantu-Inkisi (Neder-Congo). Het is een suffragaan bisdom van het aartsbisdom Kinshasa en werd opgericht in 1959. 
Het bisdom is ontstaan uit een missiepost van de Jezuïeten. Het apostolisch vicariaat Kisantu werd opgericht in 1931. Bij de oprichting van het apostolisch vicariaat Kenge in 1957 werd een deel van het gebied van Kisantu afgestaan. In 1959 werd het verheven tot een bisdom en de eerste bisschop was de Belgische jezuïet Alphonse Verwimp. In 1961 kreeg het bisdom zijn eerste inlandse bisschop met Pierre Kimbondo. In datzelfde jaar ging een deel van het bisdom over naar het nieuw opgerichte bisdom Popokabaka.
In 2016 telde het bisdom 31 parochies. Het bisdom heeft een oppervlakte van 31.000 km2 en telde in 2016 1.168.000 inwoners waarvan 76,9% rooms-katholiek was. 

## Bisschoppen
- Alphonse Verwimp, S.J. (1959-1960)
- Pierre Kimbondo (1961-1973)
- Antoine Mayala ma Mpangu (1973-1993)
- Fidèle Nsielele Zi Mputu (1994-2020)
- Jean-Crispin Kimbeni Ki Kanda (2022-)